# Charaxes bubastis
Charaxes bubastis är en fjärilsart som beskrevs av Schultze 1917. Charaxes bubastis ingår i släktet Charaxes och familjen praktfjärilar. Inga underarter finns listade i Catalogue of Life.